# Ordem Funu Nain
Der Ordem Funu Nain (deutsch Orden Herr des Krieges) ist ein Orden Osttimors.

## Hintergrund

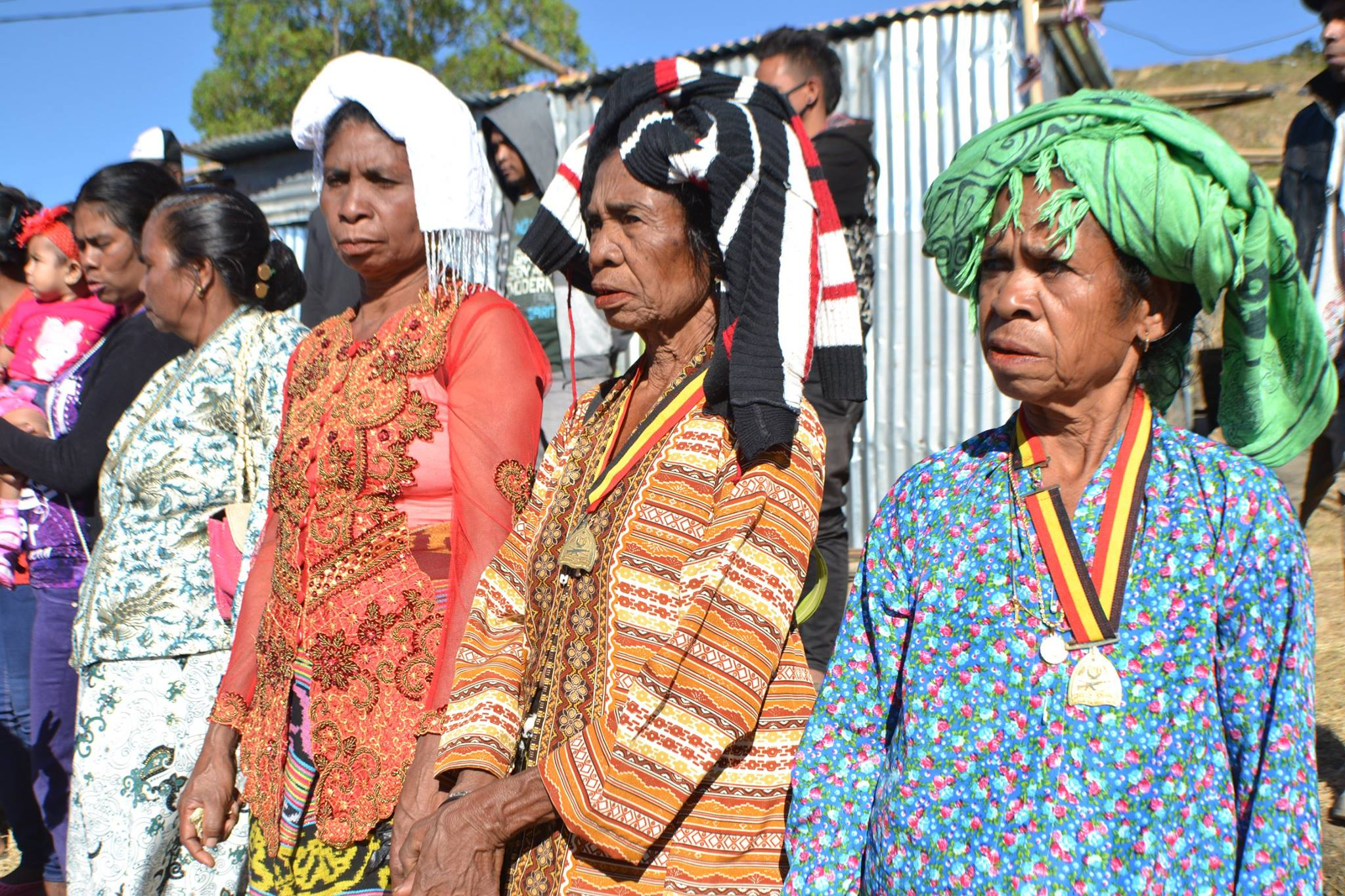
Zwei Frauen in Tapo, mit dem Ordem Funu Nain

Der Ordem Funu Nain wird posthum an die „Märtyrer des nationalen Freiheitskampfes“ gegen die indonesischen Besetzung Osttimors verliehen, die zwischen 1975 und 1978 ums Leben kamen. Der Orden wurde zusammen mit anderen Auszeichnungen für Veteranen mit dem Gesetz 3/2006 „Estatuto dos Combatentes da Libertação Nacional“ (deutsch Statut der Kämpfer der nationalen Befreiung) geschaffen. Der Orden wird in drei Graden verliehen. Kämpfern, die nach der Zeit der Widerstandsbasen ab dem 1. Januar 1979 ums Leben kamen, wird der Ordem das Falintil verliehen.
Der Orden zeigt die zentralen Elemente des Wappens Osttimors und trägt auf der Rückseite die portugiesische Inschrift „Honra e Glória“ (deutsch Ehre und Ruhm).

## Träger des Ordem Funu Nain
Die Liste ist nicht vollständig. In Klammern werden die Kampfnamen genannt.
- Eduardo Ximenes (Maliex), stellvertretender Gesundheitsminister[4]
- Rosalino Gouveia Leite, zweiter Sektorenkommandant[4]
- Afonso Aleixo Moniz (Teri Netik), Regionalkommandant[4]
- Afonso da Conceição, Sekretär der Region[4]
- Pedro Gonçalves Lemos (Teki), Regionalkommandant[4]
- Adão Amaral, Regionalkommandant[4]
- Eduarda de Jesus Martins (Sailay), Vizesekretärin der OPMT[4]
- Florindo Corte Real, Regionalkommandant[4]
- José dos Santos (Loy), Regionalkommandant[4]
- Martinho da Silva Soares (Kafir), Regionalkommandant[4]
- Luis Barros Kommandant der Zone[4]
- Domingos Paixão S. Alves (Rate Bere), Kommandant der Zone[4]
- Francisco Fernando B. Viegas (Bais), Sekretär der Zone[4]
- Francisco da C.G.A. Barros (Mali-Lalan), Vizesekretär der Zone[4]
- Agostinho Pereira Ribeiro (Mau Meta), zweiter Kompaniekommandant[4]
- Guilherme Soares (Fitun), zweiter Kompaniekommandant[4]
- João de Jesus (Maule), zweiter Kompaniekommandant[4]
- José Freitas Moreira (Lemorai), Kompaniekommandant[4]
- Manuel de Jesus, zweiter Kompaniekommandant[4]
- Matias Soares, zweiter Kompaniekommandant[4]
- Estanislau Metodio M.Santos, Kompaniekommandant[4]
- Feliciano Baptista, Kompaniekommandant[4]
- Francisco Aleixo Soares, Kompaniekommandant[4]
- Antoninho da R.F.N.P. Gusmão (Fongala), Kompaniekommandant[4]
- Antoninho P. Gomes, Kompaniekommandant[4]
- Cipriano da Conceição Tilman, Kompaniekommandant[4]
- Raimundo Pereira Tilman (Ramelau), Kompaniekommandant[4]
- Saturnino Fatima Araújo, Kompaniekommandant[4]
- Afonso Barreto (Bere Coli), Kompaniekommandant[4]
- Paulino Xavier Pereira, Kompaniekommandant[4]
- Pedro Rodrigues Pereira (Apeu), Kompaniekommandant[4]
- Júlio de Jesus (Mautersa), Kompaniekommandant[4]
- Luís Castro, Kompaniekommandant[4]
- Iliseu António dos Santos (Gou), Kompaniekommandant[4]
- João dos Santos, zweiter Kompaniekommandant[4]
- João dos Santos (Santos), Kompaniekommandant[4]
- José da Silva Marçal (Krau fuik), Kompaniekommandant[4]
- Cândido da Costa (Lakurai), Kompaniekommandant[4]
- Sadia Moruk (Mameran), Kompaniekommandant[4]
- Angelo Pires, Kompaniekommandant[4]
- Luciano Ferreira, Kompaniekommandant[4]
- Eugénio da Conceição, Kompaniekommandant[4]
- Gaspar Adriano, Zugführer[4]
- Vicente Amaral, Kommandierender einer Abteilung[4]
- Manuel de Lima Morais (Bukamaluk), Kompaniekommandant[4]
- Baltazar Maia, Kompaniekommandant[4]
- Francisco José Trindade, zweiter Kompaniekommandant[4]
- Januario Soares Exposto (Makikit), Kompaniekommandant[4]
- Domingos Salsinha Marçal (Camoes), zweiter Kompaniekommandant[4]
- Arnaldo Pereira, Kompaniekommandant[4]
- Francisco de Oliveira, Kompaniekommandant[4]
- Gilberto Fernandes, Kompaniekommandant[4]
- José Berlelas (Berlelas), Kompaniekommandant[4]
- Hunu Coli, Kompaniekommandant[4]
- Orlando de Araújo, Kompaniekommandant[4]
- Tomás Fernandes (Askuto), Kompaniekommandant[4]
- Estevão da Costa (Maubusa), zweiter Kompaniekommandant[4]
- Jorge dos Anjos Mirando, Kompaniekommandant[4]
- José Freitas Maria (Maulemorai), Kompaniekommandant[4]
- Edmundo Aparicio (Caizana), Kompaniekommandant[4]
- Celestino Viegas Jeronimo, zweiter Kompaniekommandant[4]
- Anacleto de Almeida Fernandes (Mau-uti), Kompaniekommandant[4]
- João da Rosa Monteiro (Berek), Kompaniekommandant[4]
- Joaquim M de Jesus Assis, zweiter Kompaniekommandant[4]
- Leo Mau (Tanque de), Kompaniekommandant[4]
- Mau-Bere, zweiter Kompaniekommandant[4]
- Abílio Baptista Brás, Kompaniekommandant[4]
- Bereleki Sapato (Sabalu), Kompaniekommandant[4]
- Mário Mendonça, Kompaniekommandant[4]
- Mau Asu (Kalohan), zweiter Kompaniekommandant[4]
- David Araújo, Kompaniekommandant[4]
- Evaristo dos Santos Alves (Cadaver), Kompaniekommandant[4]
- Ernesto Gonçalves (Sakunar), Kompaniekommandant[4]
- João Loibete Ximenes (Loi Bete), Kompaniekommandant[4]
- Vicente da Silva, Kompaniekommandant[4]
- Antoninho Alves, Kompaniekommandant[4]
- Antoninho Pinto Soares (Kalohan), Kompaniekommandant[4]
- Pedro Martins, zweiter Kompaniekommandant[4]
- Domingos Dias, Kompaniekommandant[4]
- Manuel Rosa, Kompaniekommandant[4]
- Bruno Abel, Kompaniekommandant[4]
- José Maria, Kompaniekommandant[4]
- José Quintão, Zugführer[4]
- Miguel Mira (Bessi Mede), Zugführer[4]
- Alberto Seixas Miranda (Asuwain), Zugführer[4]
- Manuel Alves Soares (Kanakak), Kommandierender einer Abteilung[4]
- Sebastião Luís Ribeiro, Kommandierender einer Abteilung[4]
- Urbano Pinto (Nalik), Kommandierender einer Abteilung[4]
- Alberto Caimauk, Kommandierender einer Abteilung[4]
- Lelo Mali, Zugführer[4]
- Vasco Celestino, zweiter Kompaniekommandant[4]
- Asa Bura, Soldat[4]
- Oscar Cardoso, Soldat[4]
- Taek Fahik, Soldat[4]
- Bau Hale, Soldat[4]